# Фейзиоглу, Метин
Метин Фейзиоглу (род. 7 июля 1969) — турецкий юрист, правовед (специалист по уголовному праву) и дипломат. В 2013—2021 годах занимал должность президента адвокатской палаты Турции, в 2022—2024 — посла Турции в Республике Северного Кипра, с июля 2024 года — посла Турции в Праге (Чехия).

## Биография
Родился в Стамбуле в районе Кадыкёй. Турецкий политик Турхан Фейзиоглу приходится Метину дедом. В 1990 году Метин Фейзиоглу окончил юридический факультет университета Анкары. В 1992 году он получил степень магистра в области публичного права, в 1995 — степень доктора философии по той же специальности. С 1996 года преподаёт уголовное право в университете Анкары. В 2007—2008 годах занимал должность декана Юридического факультета.
26 мая 2013 года был избран президентом адвокатской палаты Турции. В период нахождения в должности обвинял правящую на тот момент партию справедливости и развития, в том, что она пытается ограничить права и свободы граждан.
Является членом республиканской народной партии. Входил в партийный совет, покинул его после избрания на должность президента адвокатской палаты